# یاسوهیسا فوروهارا
یاسوهیسا فوروهارا (انگلیسی: Yasuhisa Furuhara؛ زادهٔ ۱۳ اوت ۱۹۸۶) بازیگر اهل ژاپن است.